# The Golden Bowl
The Golden Bowl è un film del 2000 diretto da James Ivory, tratto dal romanzo La coppa d'oro di Henry James.
Fu presentato in concorso al 53º Festival di Cannes.

## Trama
Il principe Amerigo, un nobile italiano impoverito ma carismatico, è a Londra per il suo matrimonio con Maggie Verver, unica figlia del vedovo Adam Verver, un ricco finanziere americano e collezionista d'arte. Qui, nel salotto della signora Assingham, incontra di nuovo Charlotte Stant, un'altra giovane americana ed ex amante dei suoi giorni a Roma. I due, quando erano amanti, non si erano sposati perché Charlotte non è una donna ricca. Maggie e Charlotte sono care amiche fin dall'infanzia, anche se Maggie non sa della relazione che c'era tra Charlotte e Amerigo. Charlotte e Amerigo vanno ad acquistare insieme un regalo di nozze per Maggie. Essi trovano un negozio dove il proprietario offre loro un'antica coppa di cristallo dorato, ma il principe rifiuta di acquistarla poiché ha un'incrinatura nascosta. 
Dopo il matrimonio di Maggie, il padre rimane solo poiché loro prima stavano sempre insieme. Così Maggie convince il padre a chiedere in sposa Charlotte, che accetta. 
Poco dopo il loro matrimonio, Charlotte e Amerigo passano di nuovo molto tempo insieme perché i loro rispettivi coniugi sembrano più interessati al rapporto padre-figlia che ai loro matrimoni. Allora Amerigo e Charlotte iniziano così una relazione adulterina. 
Maggie comincia a sospettare della relazione fra i due. Le capita di andare nello stesso negozio dove tempo fa erano andati Charlotte e Amerigo, e compra la ciotola d'oro che stavano per comprare i due amanti, come regalo di compleanno per il padre. Quando il negoziante le consegna il regalo a casa, vede le foto di Charlotte e Amerigo, e le racconta che questi due, tempo fa (proprio il giorno prima del matrimonio tra Maggie e Amerigo), erano la coppia che stava proprio per comprare la stessa ciotola d'oro. Le dice inoltre che il prezzo dell'oggetto è sceso perché mostra un'incrinatura. Maggie così ha la prova schiacciante del tradimento del marito e lo affronta. 
Inizia così una campagna segreta per separare Charlotte e Amerigo, senza far saper nulla al padre che ne uscirebbe furioso. Nasconde anche la sua conoscenza dei fatti a Charlotte e si comporta come la solita cara amica. Infine, convince il padre a tornare in America con la moglie. Amerigo rimane colpito dal comportamento diplomatico della moglie e tutto termina con Adam e Charlotte che stanno per partire per gli Stati Uniti, e Amerigo che abbraccia la moglie.

## Riprese
Un flashback del film, il segmento "delitto d'epoca" è stato girato in Italia e più precisamente a Palazzo Borghese ad Artena. In questo segmento recitano gli attori italiani Mattia Sbragia, Marta Richeldi, Francesco Giuffrida e Rossano Rubicondi, questi ultimi due interpretano i figli del Duca.